# Sélové

Baltské kmeny ve 12. století. Oblast osídlení Sélů (Sėliai) je podél levého břehu středního toku Daugavy, mezi Litevci a Latgaly (na severu)

Sélové (lotyšsky Sēļi; litevsky Sėliai; livonsky sälli; latinsky Selones či Zelones) byl jeden z baltských kmenů, který dal základ modernímu lotyšskému (a částečně i litevskému) národu. Sélové sídlili v oblasti dnešní severovýchodní Litvy a jihovýchodního Lotyšska (Sélsko) od dob raného středověku až do konce 15. století. Hovořili svébytným východobaltským jazykem, sélštinou a svou kulturou byli úzce spřízněni s Latgaly, svými severními sousedy, žijícími na pravém břehu řeky Daugava (Západní Dvina). Politicky však více sdíleli osudy se svými sousedy západními, Zemgaly, pod jejichž zemi, Zemgalsko (latinsky Semigallia), byli od 13. století zahrnováni. Kromě Zemgalů udržovali též těsné kulturně-politické vazby s litevskými Aukštaity.

## Dějiny
O Sélech není mnoho zpráv, oproti Latgalům či Zemgalům nevystupovali politicky ani kulturně nějak zvlášť výrazně. Spolu s Latgaly přišli do povodí střední Daugavy ve 3.–4. stol. ze severní Litvy (Aukštaitska).
Poprvé jsou zmiňováni v Jindřichově Livonské kronice. Na území Sélů se nacházelo pět hradišť, z nichž hlavním byl Sélspils, důležitý opěrný bod na levém břehu Daugavy, dobytý počátkem roku 1208 Řádem mečových rytířů během rozsáhlého tažení pod vedením biskupa Alberta z Buxhoeveden. Mečonoši dobytím a vyvrácením Sélspilsu i jeho okolí chtěli definitivně zabránit nájezdům Sélů a zejména jejich spojenců-protektorů, mocných litevských kmenů, na tehdy čerstvě ustavenou Mariinu zemi (Livonsko). Sélové pod hrozbou zničení souhlasili s přijetím křesťanství a na místě jejich sídelního hradiště byl poté postaven řádový kamenný hrad Selburg (latinsky Castrum Selonum).
V průběhu první pol. 13. století se jižní část území Sélů stala součástí Velikého litevského knížectví, zatímco severní část byla zahrnuta do řádového Livonska.